# Gelocidae
I gelocidi (Gelocidae) sono un gruppo di mammiferi estinti, appartenenti agli artiodattili. Vissero tra l'Eocene superiore e il Miocene superiore (circa 35 – 10 milioni di anni fa) e i loro resti fossili sono stati ritrovati in Europa, Asia, Africa e Nordamerica. 

## Descrizione
Questi animali erano generalmente di piccola taglia, e non dovevano superare le dimensioni di un mosco attuale. La caratteristica principale di questi animali risiedeva nelle zampe: queste erano di forma molto allungata ed evidentemente erano specializzate nella corsa. Le zampe, al contrario di quelle dei ruminanti arcaici, erano quasi didattile, a causa dell'estrema riduzione delle dita laterali, e i due metapodi centrali erano allungati, come avviene in altri ruminanti evoluti (ad esempio i cervidi). Questi metapodi centrali, infine, si fusero formando una sorta di “antenato” dell'osso cannone dei ruminanti attuali. 

## Classificazione
I gelocidi si svilupparono da antenati simili agli odierni traguli nel corso dell'Eocene, e rappresentano una radiazione evolutiva di artiodattili con caratteristiche intermedie tra le forme più primitive e le forme più evolute come i ruminanti. La famiglia include però numerose forme poco conosciute, ed è stata considerata a volte come una sorta di "cestino dei rifiuti" per un gran numero di forme poco note, dalle caratteristiche intermedie ma non ben definibili. In ogni caso, il genere Gelocus è ben conosciuto, e rappresenta una forma piuttosto conservativa e di successo, visto che i resti fossili di questo animale sono stati ritrovati in terreni che vanno dall'Eocene superiore (con la specie G. minor) al Miocene inferiore (G. whitworthi). Questo animale potrebbe essere stato molto simile all'antenato degli odierni gruppi di ruminanti.

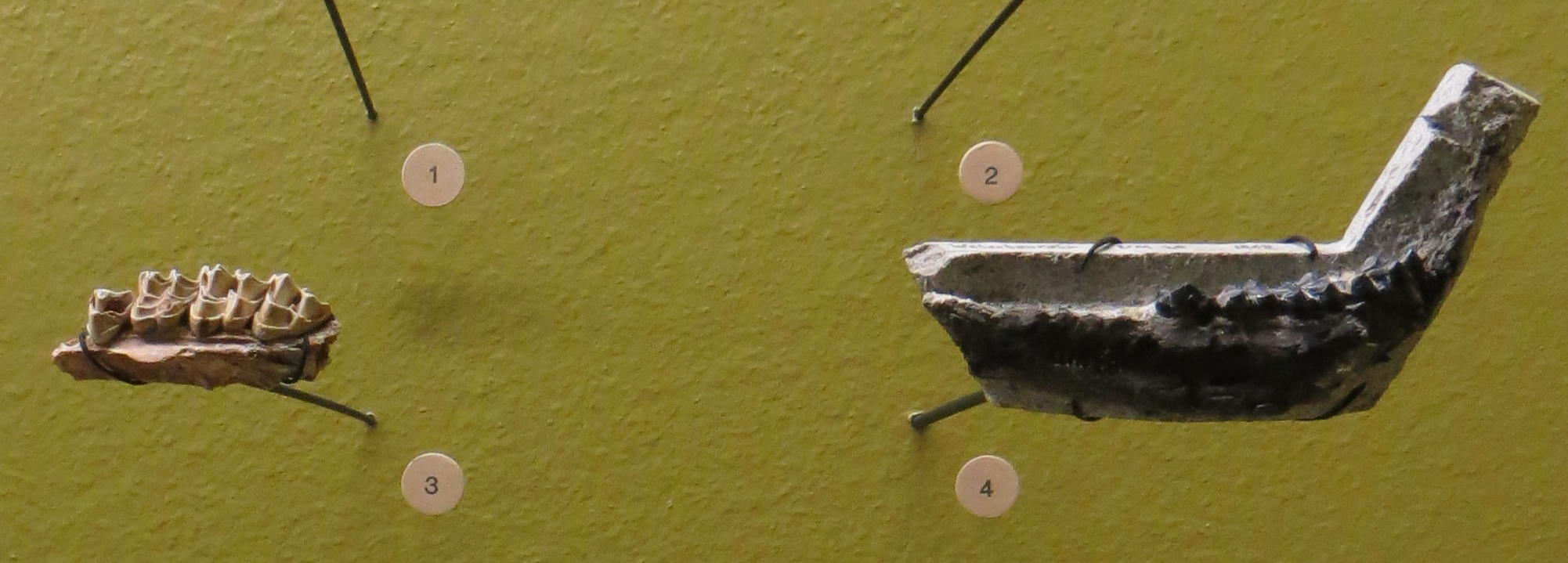
Mandibole di Lophiomeryx chalaniati

Dopo le forme ancestrali come Gelocus si svilupparono altri generi più specializzati, come Bedenomeryx e Prodremotherium, che svilupparono zampe ancor più allungate e migliorarono alcune caratteristiche dei metapodi, come la fusione della parte terminale nell'osso cannone.
Alla famiglia dei gelocidi sono a volte ascritti altri artiodattili come Bachitherium e Lophiomeryx, che potrebbero però rappresentare differenti linee evolutive.

## Paleobiologia
I gelocidi, caratterizzati dalle lunghe zampe esili, erano probabilmente veloci corridori delle pianure aperte, al contrario di altri artiodattili primitivi come i cebocheridi e i dicobunidi, che invece preferivano ambienti più umidi e boschivi.